# Paweł Redecki
Paweł Redecki (ur. 14 stycznia 1764 w Wieluniu, zm. 30 marca 1847 w Warszawie) – pijar, pedagog, drukarz, pisarz.

## Życiorys
Urodził się dnia 14 stycznia 1764 w Wieluniu w rodzinie Macieja i jego żony Agnieszki z d. Górska. Pierwsze nauki pobierał w rodzinnym mieście w szkołach pijarskich. W 1785 wstąpił do zakonu pijarów. 18 czerwca 1791 przyjął święcenia kapłańskie i rozpoczął nauczanie w kolegiach pijarskich w Międzyrzeczu Koreckim, Łomży, Warszawie i w Piotrkowie Trybunalskim. W latach 1799–1801 był proboszczem w Suchcicach oraz w Rozprzy.
W pierwszych latach XIX wieku był za granicą na uniwersytetach w Lipsku i w Halli a po powrocie  pełnił obowiązki kaznodziei w różnych kościołach. W 1817 został przełożonym drukarni pijarów w Łukowie i rektorem tamtejszej szkoły.
Od 1831 prowadził drukarnię pijarską w Warszawie. Zmarł 30 marca 1847 w Warszawie i pochowany został na cmentarzu Powązkowskim.

## Publikacje
- Historyjo kościoła powszechnego przez Bielskiego pomnożona i do naszych czasów doprowadzona, Warszawa 1839'
- Historyja rzymska Walleja Paterkula z notami, genealogiją cesarzów. Słownik it.d., Warszawa 1836,
- Arytmetykę, Warszawa 1841,
- Dziennik nabożeństwa za duszę zmarłych, Warszawa 1831,
- Litanija o całem, życiu i smierci Jezusa Chrystusa, Warszawa l832,
- Sammlung der Kirchen Lieder aufs ganze Jahr, Warszawa 1835,
- Officia propria Sanctorum Patronorum Regni Poloniae, Warszawa 1837,
- Oktawa Bożego Ciała na cały rok rozporządzona, Warszawa 1839,
- Nabożeństwo codzienne osobliwie w Piątek do cudownego Pana Jezusa w kościele św. Jana, Warszawa 1840.

W 1837 zostały wydrukowane poezje jego autorstwa w językach: niemieckim, włoskim i po łacinie. Część swoich publikacji ogłosił bezimiennie.